# Janeishka Cabán
Janeishka Cabán Rodríguez ist eine puerto-ricanische Fußballschiedsrichterin.
Seit 2023 steht Cabán auf der Liste der FIFA-Schiedsrichter und leitet internationale Fußballpartien.
Cabán war bei den Zentralamerika- und Karibikspielen 2023 in El Salvador im Einsatz. Zudem leitete sie unter anderem Spiele bei der CONCACAF U-17-Meisterschaft 2024 in Mexiko und in der Qualifikation zum CONCACAF W Gold Cup 2024.